# Читаку, Влёра
Влёра Читаку (алб. Vlora Çitaku, род. 10 октября 1980 года) — косовский политик и дипломат. В прошлом — посол Республики Косово в США с августа 2015 года по 3 марта 2021 года, генеральный консул Республики Косово в Нью-Йорке.
До начала работы в дипломатическом корпусе Влёра Читаку занимала пост министра европейской интеграции с февраля 2011 года до сентября 2014 года. Она зарекомендовала себя как самого успешного министра страны в тот период. Читаку отказалась от места в Ассамблее Косова, чтобы получить правительственную должность.

## Карьера
В начале косовского конфликта, будучи ещё подростком, Влёра Читаку играла роль переводчика и стрингера для ведущих западных новостных агентств. Затем она была вынуждена стать беженцем в ходе Косовской войны. С 1999 года Читаку занимается политической деятельностью. Сначала она стала представителем Армии освобождения Косова, а в послевоенном Косово присоединилась к Демократической партии Косова. Читаку дважды избиралась в Ассамблею Косова.
С 18 октября 2010 года по 22 февраля 2011 года Влёра Читаку также исполняла обязанности министра иностранных дел Республики Косово.